# Lanová dráha Punkevní jeskyně – Macocha
Kabinová lanová dráha Punkevní jeskyně – Macocha je visutá lanová dráha v Moravském krasu, která spojuje dvě turisticky velmi navštěvovaná místa: Punkevní jeskyně a propast Macochu. Majitelem i provozovatelem je společnost S.M.K., a. s., která rovněž provozuje hotel Skalní mlýn, turistickou chatu Macocha a silniční vláčky mezi Skalním mlýnem a Punkevními jeskyněmi. Lanovka je v provozu od roku 1995.

## Historie
Ivo Lachman (pozdější zakladatel Společnosti pro Moravský kras – S.M.K.), který na začátku 90. let 20. století převzal objekt hotelu Skalní mlýn a náročně jej zrekonstruoval, navrhl v rámci vítězství v celonárodní soutěži absolutní vyloučení individuální automobilové dopravy mezi Skalním mlýnem a Punkevními jeskyněmi. Vjezd zde byl skutečně výrazně omezen a návštěvníci Punkevních jeskyní od té doby musejí zanechat svoje automobily na parkovišti u Skalního mlýna. Pro usnadnění přístupu k Punkevním jeskyním začal v roce 1993 na tomto přibližně 2 km dlouhém úseku úzké silnice vedoucí Pustým žlebem jezdit silniční vláček, provozovaný právě společností S.M.K. Kvůli návštěvníkům, kteří by přijeli na parkoviště u horního můstku Macochy a měli zájem navštívit i Punkevní jeskyně, jejichž vchod se nachází na úrovni dna propasti, vznikly i plány na lanovku spojující právě prostor kolem turistické chaty Macocha a horního můstku propasti a údolí Pustého žlebu, kam je situován vchod do Punkevních jeskyní. Do té doby spojovala tyto turistické cíle pouze 1 km dlouhá Salmova stezka, jejíž absolvování je fyzicky náročné. Již v roce 1992 podepsala společnost S.M.K. smlouvu s rakouskou firmou Doppelmayr o výstavbě lanovky v tomto úseku. Po vypracování několika technických studií byla vybrána kabinová lanová dráha s kyvným provozem. Právě kyvný provoz byl poměrně unikátní řešení, neboť Doppelmayr neměl s tímto systémem příliš velké zkušenosti a navíc se jednalo o první lanovku s kyvným provozem na území tehdejšího Československa od roku 1940 (tehdy byl zprovozněn úsek na Lomnický štít lanovky z Tatranské Lomnice).
S.M.K. obdržela výjimku na stavbu a provoz lanové dráhy (nachází se v chráněné krajinné oblasti) v květnu 1994, základní kámen byl položen 27. června 1994 a brzy nato začala stavba. Proti výstavbě lanovky však protestovali ekologové, kteří argumentovali zničením původního krajinného rázu či poškozením (např. zřícením stropů) Punkevních jeskynní při provozu lanové dráhy, což však bylo vyloučeno podrobným měřením. Ivo Lachman, zakladatel S.M.K., byl roku 1994 za prosazování dráhy navržen na Ropáka roku. Během výstavby lanovky byla objevena přeřezaná lana, barely s výbušninou či rozbuška. V únoru 1995 spadlo během stavby nosné lano.
Lanová dráha byla zprovozněna 6. května 1995. Povodně v roce 1997 lanovku nijak nezasáhly, podepsaly se pouze na nižší návštěvnosti. První přerušení provozu dráhy se konalo až v roce 2003, kdy dolní stanici, stojící v údolí Pustého žlebu, zasáhla povodňová vlna. Provoz byl již po čtyřech dnech obnoven, nicméně brzy nato přišla druhá vlna, druhá odstávka trvala tři dny. V dubnu 2008 byl provoz lanovky přerušen na 10 dní, neboť bylo nutné vyměnit kompletně dvě ložiska a celý náboj včetně čepu. V roce 2015 proběhla rekonstrukce horní stanice lanovky.

## Technické parametry
Lanovka na Macochu je osobní visutá jednolanová dráha kyvného systému s pevným uchycením 15místných kabin. Unikátně řešená je pohonná jednotka v dolní stanici, která se nachází ve 40stupňovém sklonu (běžné uchycení pohonu je ve vodorovné rovině). Jedná se také o nejkratší kabinovou lanovou dráhu a druhou nejkratší (po sedačkové lanovce v pražské zoo) visutou lanovou dráhu v Česku. Zároveň je také nejstrmější lanovkou v republice (průměrný sklon 63,41 %).
Lanová dráha Punkevní jeskyně – Macocha je dlouhá 249 m (vodorovná délka činí 207 m) a překonává převýšení 131 m. Spojuje dvě stanice: Punkevní jeskyně (362 m n. m.) a Macochu (493 m n. m.). Dopravní rychlost činí 2,5 m/s, dvě kabiny o kapacitě 15 osob tak za hodinu mohou přepravit 353 cestujících (doba jízdy je 2,1 minuty). Dráha má dvě nosné podpory.

## Provoz

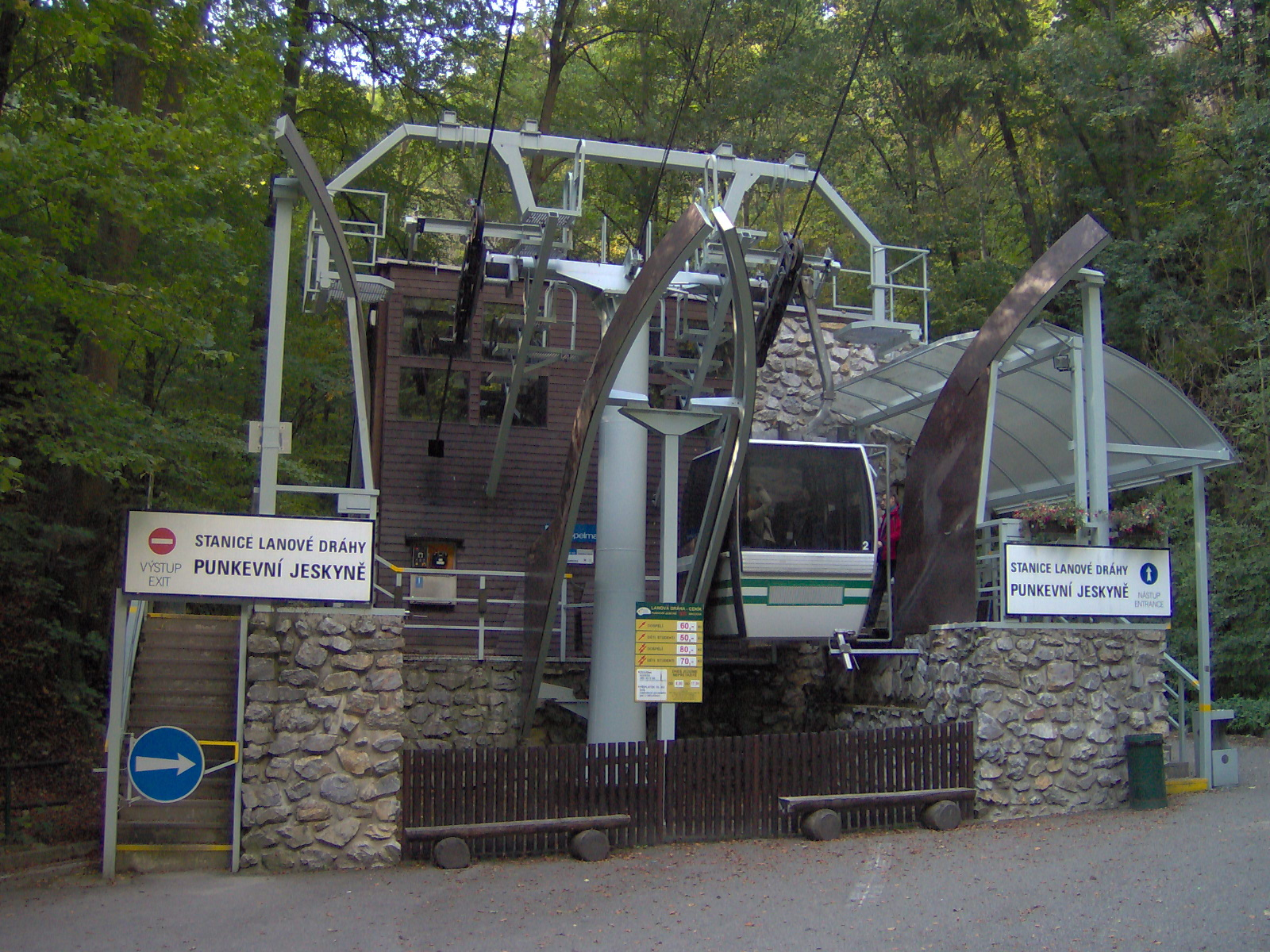
Dolní stanice lanové dráhy Punkevní jeskyně

Lanovka na Macochu je v provozu celoročně, vyjma 1. ledna a 24.–26. prosince. Od dubna do září jezdí každodenně od 8 hodin do 17 nebo 18 hodin. Během ostatních měsíců je dráha v provozu od úterý do neděle od 8 hodin do 15 hodin, pouze v říjnu o víkendech jezdí až do 17 hodin. Během provozní doby je lanovka v provozu neustále, podle provozních potřeb. Cena za jednu jízdu v roce 2008 činila 60 Kč, slevu mohou uplatnit děti, studenti a držitelé průkazů ZTP a ZTP/P. Také lze zakoupit zvýhodněné zpáteční jízdné či společné jízdenky na silniční vláček od Skalního mlýna a na lanovku.
Za prvních deset let svého provozu, od 6. května 1995 do 6. května 2005, přepravila lanová dráha 1 600 000 cestujících.
Na lanovce probíhají každoročně cvičení hasičů, zaměřená na záchranu lidí v případě uvíznutí lanovky.